# فتى الأحراش
صبي الأحراش (باليابانية:少年ケニヤ) سلسلة مانغا يابانية أنتجت بين عامي 1951-1955 وبين عامي 1961-1962 تم تحويل المانغا إلى مسلسل انمي ياباني وفي عام 10 مارس 1984 أنتج إستديو توي أنيميشن فيلم يحمل الاسم نفسه وتم دبلجة الفيلم للغة العربية وعرض على عدة قنوات عربية.

## القصة
تبدأ مغامرة الطفل رائد عندما رافق والديه في رحلة استكشافية إلى غابات كينيا المليئة بالحيوانات و النباتات الغريبة وهناك حدث مالم يكن بحسبان العائلة الصغيرة حيث أصبحا فجاة مطاردين من قبل حراس الغابة الذين رغبوا بقتلهم. 

## الشخصيات
الفتي رائد 
والده تاجر أقمشة معروف

## الأصوات
قام بالدبلجة عدد من الفنانين  
منهم الفنان القدير فالح حسين العبدالله بدور الفتى رائــد  
وعزيز خيون، سؤدد جورج، هاني هاني و خديجة منخى وقامت الفنانة الهام احمد بغناء شارة المقدمة 

## روابط خارجية
- فتى الأحراش على موقع IMDb (الإنجليزية)
- فتى الأحراش على موقع فيلمافينيتي (الإسبانية)
- فتى الأحراش على موقع قاعدة بيانات الفيلم (الإنجليزية)
- فتى الأحراش على موقع ليتربوكسد (الإنجليزية)
- فتى الأحراش على موقع كينوبويسك (الروسية)